# Golf van Fonseca

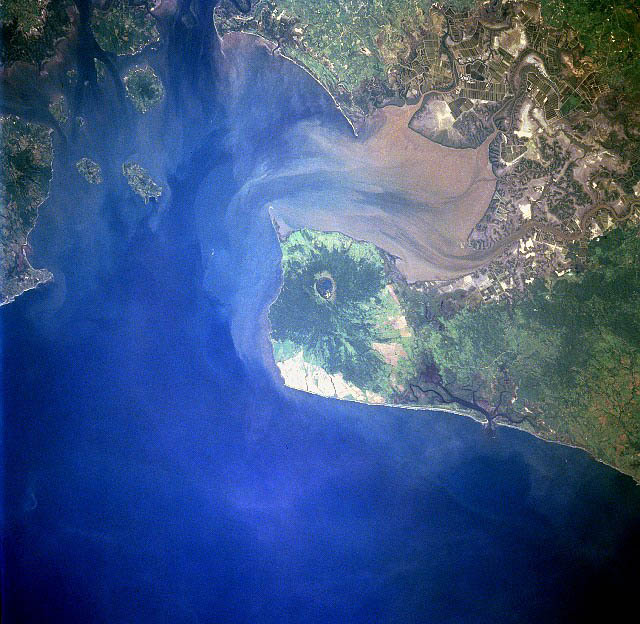
de Golf van Fonseca met de Cosigüina

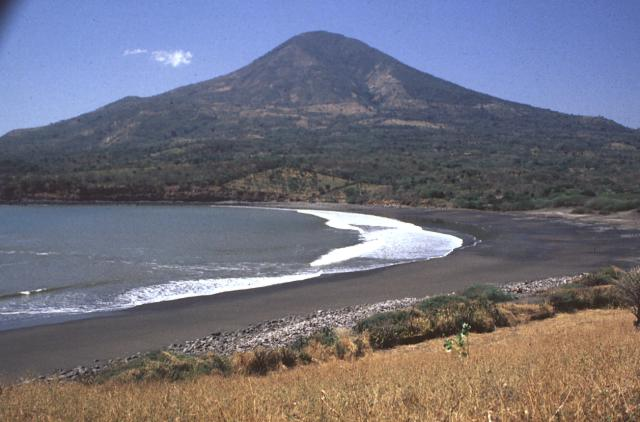
De Cosigüina-vulkaan aan de Golf van Fonseca, in Nicaragua

De Golf van Fonseca (Spaans: Golfo de Fonseca) is een golf in de Grote Oceaan. El Salvador, Honduras en Nicaragua worden er door begrensd. Elk van deze drie landen heeft een belangrijke haven aan de golf: La Unión in El Salvador, San Lorenzo in Honduras en Puerto Morazán in Nicaragua.
De golf werd ontdekt door de Spaanse conquistador Gil González Dávila, die een doorgang zocht van de Grote Oceaan naar de Atlantische Oceaan.
In 1849 kwam de Amerikaanse archeoloog Ephraim Squier, die toen als diplomaat in Latijns-Amerika verbleef, met Honduras overeen dat het land een kanaal zou graven vanaf de Caribische Zee tot aan de Golf van Fonseca. Groot-Brittannië echter vreesde dat dit de Miskito-kust, die onder Britse controle stond, zou destabiliseren. Een Britse vloot landde daarom op het eiland El Tigre om de toegang tot de golf te blokkeren. Maar Squier, die zich hierop had voorbereid en de eilanden tijdelijk in Amerikaans bezit had laten overgaan, wist deze bezetting met succes te beëindigen.
Hoewel de golf tamelijk groot is (hij meet ongeveer 1940 km²) wordt het ecosysteem toch bedreigd door de industrie van El Salvador, Honduras en Nicaragua. De kwetsbare mangrove wordt vooral bedreigd door de commerciële kweek van garnalen. Ook wordt er afvalwater geloosd in de golf. Doordat niet geheel duidelijk is welk deel van de golf tot welk van de drie landen behoort, wordt deze problematiek niet opgelost. El Salvador, Honduras en Nicaragua waren lange tijd in een discussie verwikkeld over het bezit van de golf en de daarin gelegen eilanden, door elk van de drie landen geclaimd. In 1992 bepaalde het Internationaal Gerechtshof dat de drie landen het bezit over de golf moesten delen, waarbij er geen grenzen werden vastgelegd. Wel werden de eilanden Meanguera en Meanguerita aan El Salvador toegekend, en het eiland El Tigre aan Honduras.

## Vulkanen
De kust langs de golf bestaat uit vulkanisch gebied. Het zand op de stranden is daardoor zwart van kleur. De  Cosigüina-vulkaan in Nicaragua is een stratovulkaan die 860 meter boven zeeniveau uitstijgt en daarmee een markant baken vormt. De laatste eruptie van deze vulkaan was in 1835.
De golf heeft meerdere vulkanen, waaronder:
- Conchagua
- Conchagüita
- Cosigüina
- El Tigre
- Isla Zacate Grande